# Gajusz Juliusz Cezar
Gajusz Juliusz Cezar, łac. Gaius Iulius Caesar (ur. 12 lipca 100 p.n.e. lub 13 lipca 102 p.n.e. (koncepcja Mommsena i Diona) w Rzymie, zm. 15 marca 44 p.n.e. tamże) – rzymski polityk, wódz, dyktator i pisarz. Jeden z członków stronnictwa popularów, spowinowacony z Cynną i Mariuszem. Po ich śmierci piastował kolejno urzędy kwestora, edyla, pretora, konsula, imperatora oraz dyktatora. Sławę zdobył dzięki namiestnictwu w Galii. Dzięki pomocy swych żołnierzy udało mu się pokonać opozycję, skupioną wokół senatu i Pompejusza – tzw. optymatów, aby następnie, po wieloletnich walkach, przejąć pełnię władzy w Rzymie. Zamordowany w idy marcowe przez senatorów pod przywództwem Brutusa oraz Gajusza Kasjusza. W testamencie adoptował syna swojej siostrzenicy Gajusza Oktawiusza, późniejszego Oktawiana Augusta, wyznaczając go na swego spadkobiercę.

## Młodość
Cezar był synem Gajusza Juliusza Cezara Starszego, po którym odziedziczył imiona. Ród Juliuszów, jak sam utrzymywał, wywodził swe pochodzenie od mitycznego Eneasza i bogini Wenus. Matką Cezara była Aurelia Kotta.
Był bratankiem Julii, żony Gajusza Mariusza, przywódcy stronnictwa popularów w Rzymie. Stronnictwo to, forsujące projekty zmian w państwie, znajdowało się w niekorzystnym położeniu, gdyż od roku 82 p.n.e. w Rzymie dyktaturę pełnił Lucjusz Korneliusz Sulla, przywódca konserwatywnego stronnictwa optymatów.
Walka pomiędzy tymi stronnictwami dotykała także Cezara. W roku 84 p.n.e., mając szesnaście lat, uzyskał dzięki Mariuszowi pierwszy urząd polityczno-religijny – tytuł kapłana boga Jowisza (flamen Dialis). Jednak już w 82 roku p.n.e. stracił go, gdyż odmówił spełnienia rozkazu Sulli, który narzucił mu rozwód z Kornelią Cynillą. Była ona córką Lucjusza Korneliusza Cynny, drugiego po Gajuszu Mariuszu przywódcy popularów. Cezar stracił też posag Kornelii, ale Sulla zagwarantował mu nietykalność.
Cezar nie dowierzał jednak Sulli, który wcześniej łamał przyrzeczenia, i uciekł w Góry Sabińskie. Tam ukrywał się wśród bagien i lasów. Niedogodności tych kryjówek wywołały u niego poważną chorobę. Gdy przewożono go na noszach w inne miejsce, został pojmany przez wojska Sulli. Duży okup wypłacony żołnierzom pozwolił Cezarowi uratować życie i wolność. Jego znajomi w Rzymie, krewni Aurelii, przede wszystkim jej starszy brat, lubiany przez Sullę Aureliusz Kotta, a nawet dziewice Westalki, wstawiali się za Cezarem, aby umożliwić mu bezpieczny powrót do Rzymu. Udało im się to, mimo iż Sulla ostrzegł, że młodzieniec, za którym się wstawiają, przysporzy stronnictwu optymatów wielu trosk („strzeżcie się: w tym Cezarze drzemie wielu Mariuszów”). Cezar jednak nie miał zamiaru wracać do Rzymu – wiedział, że w tak niedogodnym położeniu politycznym, w jakim się znalazł, jego kariera polityczna była skazana na klęskę. Wiedział także, że jako polityk będzie musiał się wcześniej wykazać służbą w armii i walką.
Udał się do północno-zachodniej Azji Mniejszej, gdzie wspomagał Marka Minucjusza Termusa w oblężeniu miasta Mitylena na wyspie Lesbos, gdzie powierzono mu misję sprowadzenia okrętów od króla Bitynii Nikomedesa IV. Misję tę wykonał, jednak zabawił na dworze na tyle długo, że powstała plotka o romansie z królem. Epizod w Bitynii dawał pretekst do satyrycznych komentarzy przeciwnikom Cezara, lecz nie wpłynął znacząco na jego karierę polityczną. Po zakończeniu misji Cezar powrócił do Bitynii pod pretekstem prowadzenia spraw sądowych „jakiegoś wyzwoleńca”. Pogłoski o domniemanym związku Cezara z Nikomedesem stały się silniejsze, gdy przed śmiercią ten zapisał w testamencie swoje królestwo Rzymowi.
W samej kampanii wojennej Cezar wykazał się męstwem przy zdobywaniu miasta, za co został odznaczony tzw. corona civica, która była przyznawana tym, którzy ocalili w bitwie obywateli rzymskich. Odznaczenie to wiązało się z wieloma zaszczytami i przywilejami – m.in. senatorowie musieli wstawać, kiedy odznaczona osoba wchodziła do senatu.
Po zakończonej misji wojskowej nie powrócił do Rzymu, w którym wciąż panował Sulla. Przeniósł się do floty Publiusza Serwiliusza Izauryjskiego w Cylicji, gdzie jako oficer prowadził kampanię przeciwko licznym piratom, którzy mieli swe siedziby w górskich rejonach tej krainy.
W 79 roku p.n.e. Sulla zrezygnował z dyktatury i w rok później zmarł. Jego śmierć rozpoczęła nowy okres walki o władzę. Cezar zdawał sobie sprawę, co potem potwierdziła klęska Marka Lepidusa próbującego objąć władzę, że jest jeszcze za wcześnie na przejęcie władzy od optymatów. Byli oni wciąż dominującym stronnictwem politycznym, skupiającym w swoim gronie większość liczących się przywódców.
Cezar postanowił najpierw zdobyć popularność. Podobnie jak wcześniej uczynił to, walcząc i dowodząc, teraz chciał udowodnić, że jest bardzo dobrym mówcą i administratorem oraz znawcą prawa. W tym celu pozwał w roku 77 p.n.e. do sądu Gnejusza Dolabellę, byłego konsula, o nadużycia i wyłudzenia popełnione w czasie sprawowania władzy w prowincji Macedonia. Osoba ta była wybrana nieprzypadkowo – jako stronnik zmarłego Sulli był on politycznym przeciwnikiem Cezara, ponadto wspierała go ludność prowincji, jednak Dolabella, głównie dzięki układom, sprawę wygrał.
W roku 75 p.n.e., podczas podróży na Rodos w celu podjęcia studiów u Apolloniosa Molona, Cezar został porwany przez piratów. Przebywał wraz ze swoją załogą wśród rabusiów, jednocześnie wysyłając swoje sługi do Grecji w celu zebrania okupu. Znana anegdota, podawana już przez Swetoniusza, mówi, że porwany przez piratów stanowczo protestował przeciw okupowi 20 talentów srebra, jako zbyt niskiemu (zaproponował 50). Jawnie przy tym groził piratom, co odbierano raczej jako żart. Jednak po uwolnieniu za okupem Cezar zebrał wrogo nastawionych wobec piratów Greków i zemścił się, powracając do obozowiska swych niedawnych ciemiężycieli i wszystkich ich zabijając.

## Początek dojrzałej kariery politycznej Cezara
W 74 roku p.n.e. król Pontu Mitrydates VI Eupator zaatakował Bitynię. W tym czasie w zaatakowanych prowincjach wojska rzymskie były bardzo nieliczne i rozproszone. Cezar podjął wtedy spontaniczną decyzję wyprawy w rejony walki, aby zebrać wojsko i uderzyć na armię przeciwnika. Pomimo braku doświadczenia oraz odpowiednich funkcji dowódczych, udało mu się zebrać wszystkie rozproszone oddziały rzymskie, a nawet ochotników i uderzyć niespodziewanie na armię wroga, która wycofała się, oddalając zagrożenie dla państwa rzymskiego.
Podczas pobytu na wschodzie otrzymał wiadomość o śmierci swojego wuja Aureliusza Kotty, piastującego urząd w kolegium pontyfików. Był to urząd kapłański sprawujący pieczę nad sprawami religijnymi, przez co można było pośrednio mieć wpływ na politykę. Poinformowano go, że to właśnie on ma zastąpić swojego krewnego. Rok 73 p.n.e. jest uważany za początek dojrzałej kariery politycznej Cezara.
Około roku 68 p.n.e. został kwestorem prowincji Hiszpania Dalsza. Mógł dzięki temu zasiadać w senacie. Stanowisko kwestora nie satysfakcjonowało Cezara, gdyż dzięki niemu popularny był tylko w swej prowincji. Planował nawet zbrojne wystąpienie przeciwko Rzymowi, jednak wobec niewielkich sił militarnych szybko porzucił ten plan. Ożenił się wkrótce z Pompeją, wnuczką samego Sulli. W owym czasie kochanek miał wiele, ale bliżej wiązał się tylko z tymi, które mogłyby mu pomóc zarówno w karierze politycznej, jak też w udzielaniu informacji; Pompeja była właśnie taką osobą.
Po ślubie z nią został mianowany kuratorem drogi Via Appia, prowadzącej z Rzymu do Brundyzjum. Był to urząd pozornie drugorzędny, ale w istocie dość wpływowy. Stanowisko to wykorzystał do zaskarbienia sobie wdzięczności i szacunku podróżujących poprzez dobre administrowanie tą drogą. Wydał ogromną sumę pieniędzy na dobre sprawowanie powierzonej mu funkcji, czym uzależnił się od Krassusa, od którego często pożyczał duże sumy pieniędzy.
W 65 roku p.n.e. Cezar został edylem kurulnym. Jego głównym zadaniem było od tej pory czuwanie nad porządkiem i budownictwem w Rzymie; przede wszystkim jednak nad organizacją igrzysk. Wykazał się przy tym rozrzutnością, wystawiając dużą liczbę gladiatorów do pokazowych walk.

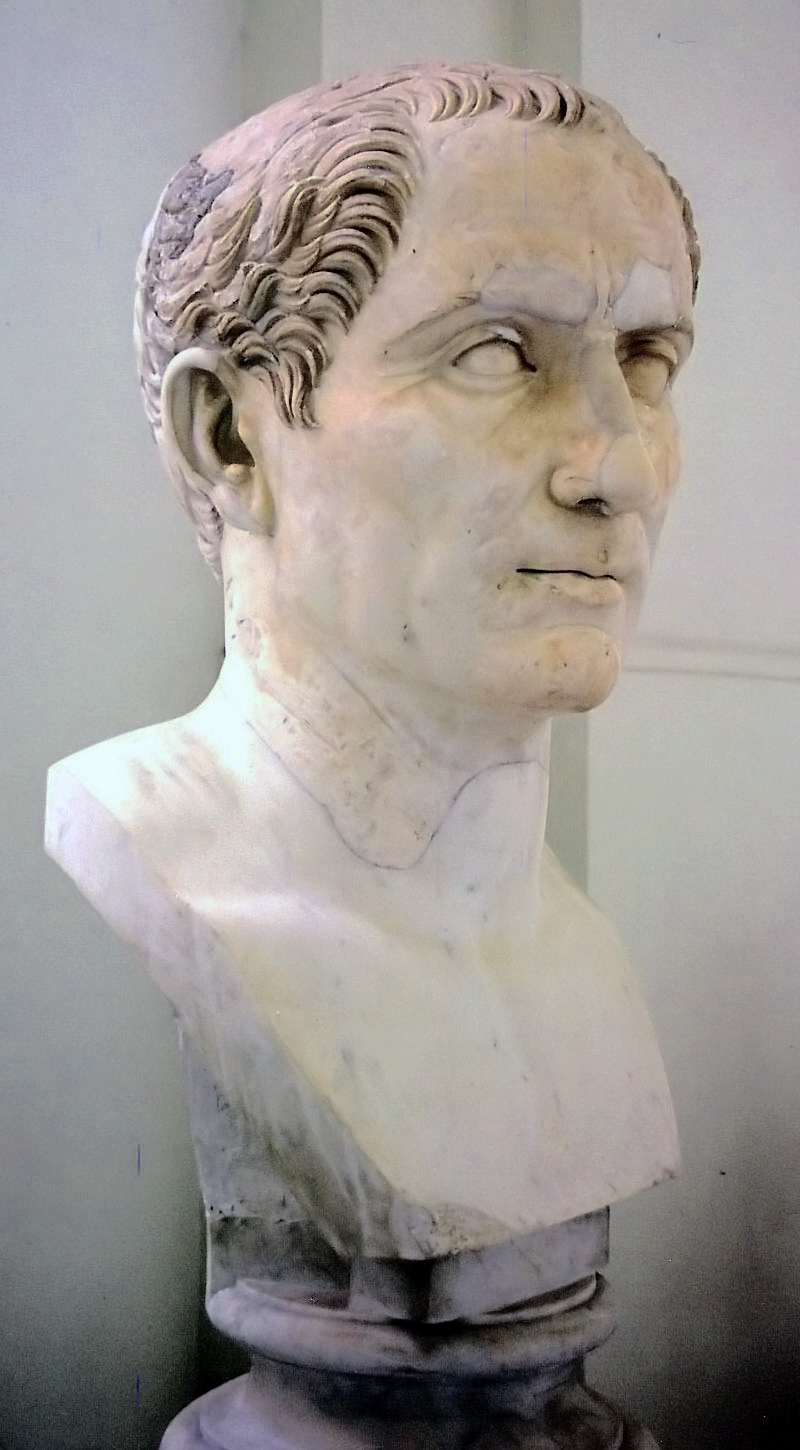
Juliusz Cezar – popiersie z kolekcji Farnese, w Museo Archeologico Nazionale w Neapolu

W roku 63 p.n.e. został wybrany na stanowisko Pontifeksa Maximusa, czyli najwyższego kapłana, po zmarłym Kwintusie Metellusie Piusie. Pontifex maximus sprawował zwierzchnictwo nad całością życia religijnego w Rzymie, ale także – i co bardziej interesowało Cezara – miał poważne wpływy polityczne, polegające głównie na prawie do ustalania listy rodów senatorskich. Pokonał w walce o ten urząd bardzo wpływowych urzędników – Izaurykusa i Katulusa, który, jak twierdził Plutarch, bojąc się, że przegra, próbował przekupić Cezara znaczną sumą pieniędzy, oczywiście bezskutecznie. Prawdą jest jednak, że w owym czasie przekupstwa były powszechne. Sam Cezar wydatkował wielką kwotę, aby wkupić się w przychylność ludu i wpływowych osób.
Dość ważnym, choć niejednoznacznie odbieranym, wątkiem w jego karierze politycznej był tzw. spisek Katyliny. Lucjusz Sergiusz Katylina został oskarżony o zbrodnie w czasie pełnienia funkcji namiestnika Afryki, ale nikt nie potrafił udowodnić mu winy. Jednak proces ten uniemożliwiał mu objęcie urzędu konsula, do którego każdy rzymski polityk dążył. Podjął więc w roku 63 p.n.e. nieudany – jak się później okazało – spisek w celu przejęcia władzy w Rzymie. Cezar również był podejrzewany o udział w tym spisku. Swój udział w spisku miał mieć także Krassus, który fundował kolejne starania Katyliny o urząd konsula.
Uczestnicy spisku zostali w końcu schwytani i postawieni przed senatem. Sam Katylina zbiegł z Rzymu. W czasie procesu większość senatorów była za karą śmierci dla spiskowców. Cezar natomiast oświadczył, że karanie śmiercią bez sądu, zwłaszcza ludzi znanych, zasłużonych dla państwa i ze znamienitych rodów, byłoby niesprawiedliwe i niezgodne z rzymskimi zwyczajami. Stwierdził, że lepszym rozwiązaniem byłoby ich uwięzienie w różnych częściach imperium. I choć początkowo pomysł ten spodobał się niektórym senatorom, to jednak przemowa Katona i Katulusa doprowadziła do skazania spiskowców na śmierć. Cezar był świadomy, że jeżeli będzie wnosił o uniewinnienie pojmanych, będzie to oczywistym dowodem jego powiązania ze spiskiem; podobnie jego zgoda na karę śmierci mogłaby być odebrana jako próba sztucznego odcięcia się od nich, poprzez stracenie świadków jego ewentualnej współpracy.
W 61 roku p.n.e. po zakończeniu pretury Cezar jeszcze raz wyjechał do Hiszpanii Dalszej (Hispania Ulterior), tym razem jako namiestnik. Tam też podjął na własną rękę akcję zbrojną przeciwko dotąd niepodbitym plemionom górskim. Początkowo Cezar zajął większość wsi, jednak gdy uciekająca ludność schroniła się na pobliskiej wyspie, Cezar podjął dość niefortunną decyzję. Rozkazał zbudować tratwy, na których żołnierze mieli się przedostać na ową wyspę. Na skutek odpływu, który pochłonął większość oddziału, a także oporu, jaki stawiono reszcie na wyspie, z całej kampanii uratował się tylko jeden żołnierz, który wrócił wpław. Dopiero po tygodniu przybyły z Gades okręty, na których Rzymianie przedostali się na wyspę i wybili wygłodzonych uciekinierów. Następnie Cezar popłynął w kierunku miasta Brigancjum, które poddało się bez walki. Ogólnie kampania hiszpańska została przyjęta pozytywnie, imperium uzyskało dość duże terytoria, a Cezar został uznany za imperatora. Spisał się także jako administrator prowincji – starał się zarówno odprowadzić jak największe dochody z prowincji, ale także zakazał zajmowania przez wierzycieli więcej niż 2/3 majątku dłużnika.
Ogłoszenie Cezara imperatorem dało mu prawo do triumfu w Rzymie. Problem jednak polegał na tym, że chciał złożyć czym prędzej swoją kandydaturę na urząd konsula na rok 59 p.n.e., a jako dowódca armii musiał – zgodnie z tradycją – czekać pod bramami miasta na zezwolenie Senatu na wejście do miasta. Cezar chciał wykorzystać możliwość złożenia kandydatury zaocznie, jednak możliwość tę skutecznie zablokował Marek Porcjusz Katon. Mając do wyboru triumf albo tytuł konsula, Cezar zrezygnował z tego pierwszego.

## Pierwszy triumwirat i jego konsekwencje dla Rzymu
Niedługo po powrocie, w roku 60 p.n.e., Cezar zawarł I triumwirat – tajne porozumienie z konsulami Gnejuszem Pompejuszem i Markiem Licyniuszem Krassusem, dzięki czemu został wybrany konsulem na rok 59 p.n.e. Kwestia pierwszego triumwiratu jest przez współczesnych historyków różnorako interpretowana, jednak najczęściej przyjmuje się, że dominującą pozycję w tym spisku politycznym miał Pompejusz, posiadający duże zaplecze polityczne, oraz Krassus z równie dużym zapleczem finansowym, podczas gdy Cezar, z racji swojej popularności wśród ludu i wojska, był tylko wykonawcą ich decyzji.
Cezar natychmiast podjął jedną z najważniejszych reform – reformę agrarną. Podstawową zmianą był zakaz przeprowadzania przymusowego wykupu ziemi bez zgody właściciela. Umożliwiono także nadziały ziemi, w pierwszej kolejności obiecanej zasłużonym weteranom Pompejusza. Te najważniejsze punkty reformy musiały być zaakceptowane przez senat. Przeciwnicy Cezara, z Katonem na czele, nie chcieli do tego dopuścić. Katon, znany ze swych długich przemówień w senacie, próbował „przegadać” projekt, wykorzystując zasadę, że senatorowi nie można było przerwać. Cezar podjął wtedy dosyć nieprzemyślaną i porywczą decyzję – uwięził Katona. Spotkało się to z protestem wielu senatorów, wśród których Katon cieszył się dużą popularnością. Stwierdzili oni, że „woleliby być z Katonem w lochu niż z Cezarem tutaj”. Cezar stracił na swojej popularności politycznej – w oczach ludu nie był już uważany za sprawiedliwego, a jemu samemu nie udało się przedstawić przeciwników politycznych jako nieprzejednanych i szkodzących ogółowi. Bibulus, przerażony determinacją Cezara, do końca sprawowania urzędu nie pokazał się w Senacie, ograniczając się do oficjalnego obwieszczania, że nadal „bada znaki zesłane przez bogów” (co wbrew jego zamierzeniom dodało mu tylko komiczności, nie zaś poważania).
Cezar zdołał ostatecznie przeforsować reformę z pomocą dwóch pozostałych triumwirów. Nastąpiło kolejne głosowanie nad ustawą, ale znów jeden z optymatów – tym razem Bibulus – próbował przeszkodzić głosowaniu, sugerując, że znaki na niebie na to nie pozwalają, lecz został potraktowany na posiedzeniu senatu kubłem nieczystości. Pozostałych jego kompanów zwalczono siłą i w ostateczności ustawę przyjęto. Na nic się zdały późniejsze protesty – nikt z senatorów nie odważył się sprzeciwić trzem wielkim przywódcom.
Kolejnym wątpliwym ze względu na wzrost popularności Cezara był wybór na trybuna ludowego Klodiusza. Wsławił się on zwłaszcza kazirodczym związkiem z siostrą oraz profanacjami religijnymi, ale Cezarowi był potrzebny, żeby pozbyć się z Rzymu Cycerona, czego Klodiusz rzeczywiście dokonał. Uchwalił jako trybun ludowy ustawę skazującą na wygnanie każdego, kto dopuści się zabójstwa bez wyroku sądowego. Oczywiście ustawa ta uderzała w Cycerona, który wydał na śmierć spiskowców Katyliny. Cyceron został wypędzony, a jego majątek zagrabiony przez Klodiusza. Cezar pozbył się swego kolejnego długoletniego przeciwnika.
Na tle tych istotnych wydarzeń rozgrywały się prywatne, choć niemniej istotne, sprawy Cezara. Pompejuszowi, który wcześniej miał mieć romans z ukochaną Cezara, zaoferował swoją córkę Julię, mimo że była już zaręczona z Serwiliuszem Cepionem. Mariaż ten umocnił polityczne więzy Pompejusza z Cezarem, choć jego motywem było prawdopodobnie także silne uczucie Pompejusza do Julii. Sam Cezar ożenił się z Kalpurnią, córką Pizona, któremu zagwarantował stanowisko konsula.
W Rzymie było już wiadomo, że rządzi trójka polityków, którym nikt nie ośmieli się sprzeciwić. Senat świecił pustkami, ale Cezarowi nie przeszkadzało to w uchwalaniu kolejnych ustaw. Jedną z nich było przyznanie mu na pięć lat namiestnictwa w Galii Przedalpejskiej i Ilirii z granicą na rzece Rubikon oraz Galii Narbońskiej. Zwłaszcza ta ostatnia kusiła Cezara możliwościami prowadzenia tak potrzebnych mu kampanii wojennych i zdobycia pieniędzy.

## Namiestnictwo Cezara w Galii

Przebieg kampanii galijskiej Juliusza Cezara

Cezar wybrał się do Genewy w marcu 58 roku p.n.e., żeby tam zorganizować akcję zbrojną przeciwko Helwetom. Nie zagrażali oni w sposób bezpośredni państwu rzymskiemu, jednak stanowili dobry pretekst dla Juliusza do zdobycia łupów i sławy. Cezar rozbił doszczętnie 300-tysięczne plemię, a ocalałych wziął w niewolę.
Kolejnym plemieniem, które miało zagrażać bezpieczeństwu Republiki Rzymskiej, było germańskie plemię Swebów, dowodzone przez wojowniczego Ariowista. Powodem do wojny miał być konflikt z plemieniem Eduów, sprzymierzonym z Rzymem. Cezar dowodził osobiście siłami znacznie przeważającymi technicznie i liczebnie wroga. Po kilku dniach walk u stóp Wogezów Germanie rzucili się do ucieczki. Dzięki swemu zwycięstwu powstrzymał on na długie lata ekspansję Germanów na Galię.
Jesienią 58 roku p.n.e. Cezar dał odpocząć swojej armii i rozlokował ją na dość rozległych terytoriach; sam udał się do swojej prowincji nad Padem. Jednak już w 54 r.p.n.e. podjął kolejną zwycięską wyprawę, tym razem przeciwko Belgom, następnie przeciwko Nerwiom, których także pokonał. Zwycięstwa te wywołały powszechny zachwyt i radość w Rzymie, ogłoszono nawet piętnastodniowe święta.

### Zjazd triumwirów w Lukce
W 56 roku p.n.e. w mieście Lukka odbył się zjazd triumwirów oraz wielu innych wpływowych osobistości. Cezar wezwał do siebie swoich dawnych politycznych współpracowników w obawie o przetrwanie sojuszu – w Rzymie dochodziło do waśni pomiędzy Krassusem a Pompejuszem, który to w obawie o swoją pozycję zaczął współpracować z optymatami, zezwalając nawet na powrót Cycerona do Rzymu. Sytuacja ta była dla Cezara o tyle niebezpieczna, że jego przeciwnicy polityczni wnosili postulaty usunięcia ustaw Cezara i odwołania go z Galii. Krassus, Pompejusz i Cezar uzgodnili między sobą podział wpływów w Republice – dwaj pierwsi otrzymali konsulat, Cezar zaś przedłużenie dowództwa w Galii na pięć lat oraz znaczną kwotę pieniędzy. Cezar zapewnił sobie w ten sposób przychylność triumwirów, a także swoje dawne prowincje – czyli pole do popisów wojskowo-politycznych oraz administracyjnych.

### Bunty w Galii
Przedłużenie namiestnictw Cezara w Galii wywołały niepokoje w Bretanii, zamieszkiwanej wówczas przez Wenetów. Zaczęli oni podejrzewać, że w najbliższym czasie Cezar zaplanuje inwazje na ich ziemie. Utworzyli dość dużą koalicję plemion germańskich, które zaczęły zagrażać bezpieczeństwu Republiki.
Uwięzienie posłów Cezara przez Wenetów dało mu bezpośredni pretekst do wszczęcia wojny. Wydał rozkaz zbudowania floty, której dowództwo powierzył Decymusowi Brutusowi, sam zaś objął dowództwo nad siłami lądowymi. Decydujące walki odbyły się jednak na morzu. Po odniesieniu zwycięstwa zemścił się brutalnie za uwięzienie posłów – kazał wymordować całą starszyznę wenecką, zaatakował także sojuszników Wenetów, żeby odstraszyć w ten sposób pozostałe plemiona przed takim postępowaniem.
Podobny los spotkał w latach 54–53 p.n.e. Brytów, którzy także, choć nie bez trudności, zostali rozgromieni. Kampania ta nie przyniosła jednak wielu zysków – Brytowie nie byli bogatym plemieniem, a straty, jakie Cezar poniósł w wyniku walk, przerosły łupy. Jedynym sukcesem Cezara był fakt, że jemu jako pierwszemu udało się przeprawić rzymskie oddziały przez kanał La Manche oraz na długi czas skutecznie zniechęcić ich do ingerowania w sprawy polityczne na kontynencie.
Po powrocie do Galii doszła do niego wiadomość o śmierci jego córki, żony Pompejusza, Julii, co zerwało ostatecznie przyjacielskie stosunki między nimi. Plutarch nazwał ten związek więzią powinowactwa, która Rzeczpospolitą, trawioną chorobami wewnętrznymi, utrzymywała przynajmniej w pokoju i zgodzie. W tym czasie w Galii, na skutek klęski nieurodzaju i znacznego rozproszenia sił rzymskich, wybuchł bunt plemion galijskich. Cezar był daleko, ale zdołał zebrać 7-tysięczną armię i wyruszył na odsiecz. W międzyczasie barbarzyńcy rozbili w Atuatuka armię liczącą 6000 żołnierzy. Cezar kazał wszystkich przywódców powstania wymordować, a tereny zajmowane dotychczas przez owe plemiona złupić.

### Bunt Wercyngetoryksa

Wercyngetoryks poddaje się Cezarowi po upadku obleganej Alezji (mal. Lionel-Noël Royer, 1899)

Sytuacja w państwie rzymskim oraz osłabienie pozycji politycznej Cezara doprowadziły w roku 53 p.n.e. do buntu w Galii. Powstaniem kierował Wercyngetoryks. Według Plutarcha, Cezar postanowił wtedy zebrać całą dostępną armię i wbrew zasadom sztuki wojennej od razu wyruszyć przeciw liczniejszemu nieprzyjacielowi.
Energiczność działań oraz element zaskoczenia spowodował, że Cezar odniósł sukces. Po drodze rozgromił rozproszone i nieprzygotowane do walki oddziały Galów, doznając jednak porażki w bitwie pod Gergowią. Następnie oblegał doskonale bronioną twierdzę w Alezji i zdobył ją w 52 roku p.n.e., biorąc do niewoli ukrywającego się w niej Wercyngetoryksa. Po raz pierwszy armia rzymska wybudowała tak gigantycznych rozmiarów umocnienia. Jeden pas umocnień miał nie pozwolić Wercyngetoryksowi wydostać się z Alezji, a drugi chronić armię Cezara przed galijskimi posiłkami, które wkrótce nadciągnęły w sile 250 000 ludzi. Galom nie udało się przerwać oblężenia, a oblegani w Alezji poddali się z powodu głodu. Cezar odniósł wielkie zwycięstwo. Według współczesnych badań Cezar okupił swój sukces wielkimi stratami w ludziach.
Samo pokonanie Wercyngetoryksa nie zakończyło powstania. Już na początku 51 roku p.n.e. musiał walczyć z Biturgigami. Cezar jednak, podobnie jak członków sojuszu galijskiego, nie potraktował ich surowo, żądając jedynie okupu i nielicznych niewolników. Ostatni konflikt, zdobycie miasta Uksellodunum, zakończył jednak bardzo brutalnie, odcinając wszystkim buntownikom ręce, chcąc przez to utrwalić potęgę Rzymu, ale także dać do zrozumienia Galom, jak wysoka jest cena nielojalności.
Ogólnie kampania przeciwko Galom zakończyła się sukcesem, jednak ogrom zniszczeń i ludobójstwa w wykonaniu Cezara był przerażający – milion zabitych, kolejny milion w niewoli – co na tamte czasy było liczbą kolosalną – zniszczone prowincje, miasta i wsie. Sławę i poważanie, jaką zdobył dzięki tej kampanii, doskonale wykorzystał do swoich przyszłych politycznych planów. Umocnił także swoją pozycję jako wódz – żołnierze byli mu wiernie oddani, gotowi spełnić każde jego życzenie. W trakcie tej kampanii Cezar wprowadził do armii wiele innowacji. Ulepszył sztukę oblężniczą, m.in. przez psychologiczne zastosowanie niektórych urządzeń oblężniczych, które Cezar uważał za mało przydatne z czysto taktycznego punktu widzenia, ale przydatne do wywoływania popłochu w szeregach wroga. Utworzył jazdę rezerwową i podwoił jej żołd.

### Rozpad pierwszego triumwiratu
Latem 53 roku p.n.e. Cezar dowiedział się o śmierci Krassusa pod Carrhae. Triumwirat przestał już definitywnie istnieć. Cezarowi nie udało się odnowić związków rodzinnych z Pompejuszem, który poślubił wdowę po Krassusie. W samym Rzymie panowała wtedy anarchia, więc senat przyznał Pompejuszowi pojedynczy urząd konsularny, co wcześniej nie miało miejsca. Cezar wykorzystał tę sytuację, wysuwając żądanie wobec swego sprzymierzeńca stworzenia możliwości kandydowania zaocznie na urząd konsula.

## Droga Cezara dojedynowładztwa

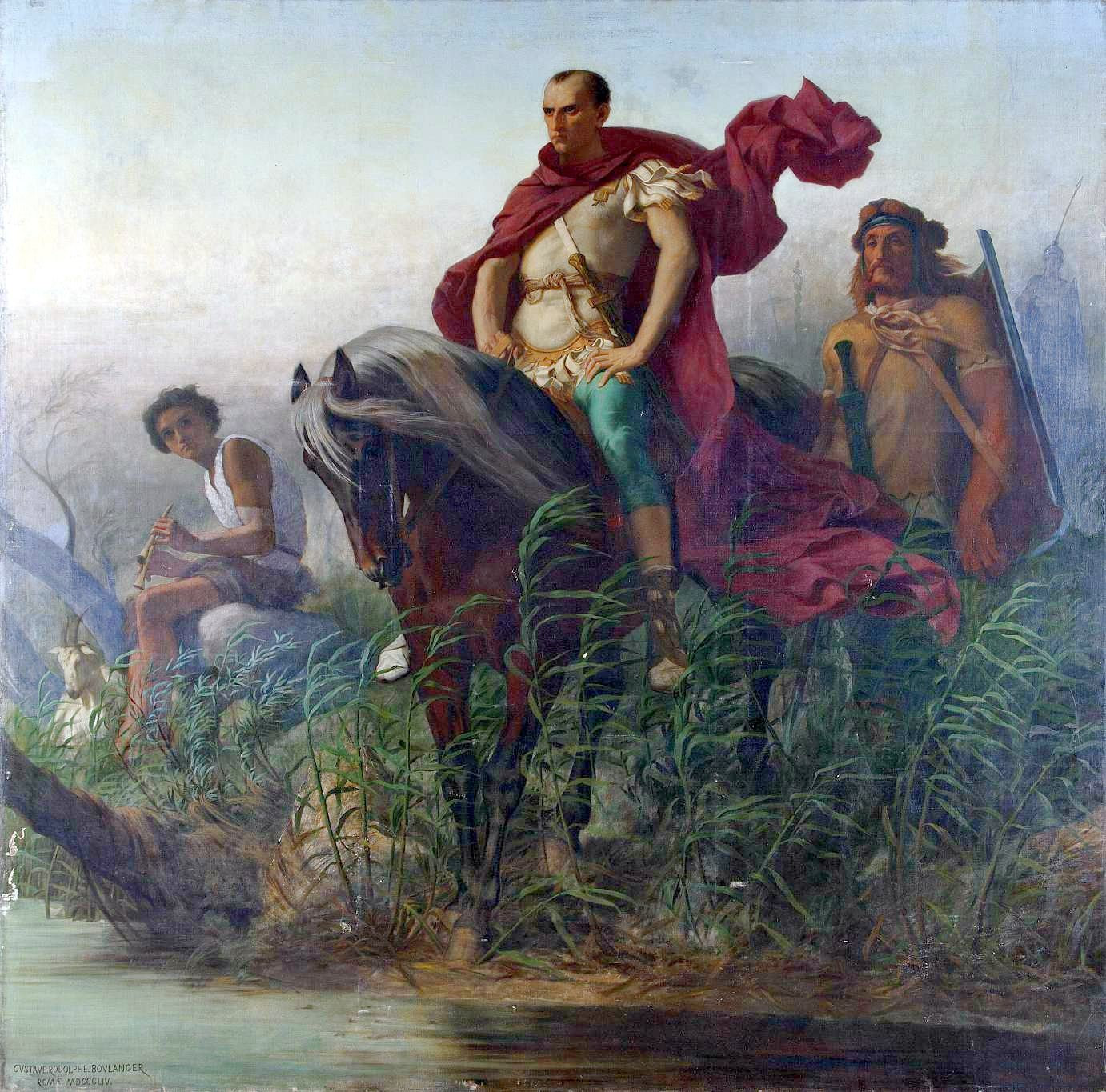
Juliusz Cezar nad Rubikonem (mal. Gustave Boulanger, 1854)

Z początkiem roku 50 p.n.e. wygasł urząd namiestnictwa Cezara w jego dotychczasowych prowincjach. Z obawy o swoją pozycję polityczną i możliwość degradacji do rangi zwykłego obywatela rzymskiego chciał objąć urząd konsula, ale na przeszkodzie stanęły ustawy przygotowane przez samego Pompejusza. Pierwsza z nich wprowadzała obowiązkowy okres pięciu lat przerwy pomiędzy urzędem sprawowanym w Rzymie a urzędem namiestnika. Druga nakazywała obowiązek stawienia się w Rzymie w przypadku chęci złożenia swej kandydatury na urząd konsula. Sytuację zaostrzał fakt, że przeciwnicy polityczni w Rzymie próbowali już znaleźć następcę na urząd Cezara w Galii, a Pompejusz zażądał od swego dawnego sojusznika zwrotu dwóch legionów, które senat przekazał Cezarowi na czas walk z Galami.
Cezar musiał zrobić coś, aby nie utracić wszystkiego co dotąd osiągnął. Skorzystał z wielkiego majątku, jaki zdobył w czasie swojego namiestnictwa do przekupienia stronników politycznych Pompejusza, znajdujących się w trudnej sytuacji majątkowej. Pompejusz obwołał się jednak obrońcą Republiki i senatu, i zdobył przychylność większości rodów senatorskich, które obawiały się potęgi Cezara. Samym Galom pod koniec swego namiestnictwa zmniejszył wymiar daniny i nie ingerował w ich wewnętrzne sprawy, czym zapewnił sobie ich przychylność w przyszłości. Oddanym żołnierzom wypłacił duże sumy za walkę w Galii.
W Rzymie nie brakowało mu przeciwników – senat odwołał Cezara z namiestnictwa, pozbawił go także możliwości ubiegania się o urząd konsula zaocznie. Wysłanników Cezara przysłanych do Rzymu Senat rozkazał odesłać bez wysłuchania, co mieli do powiedzenia. Fakt ten wykorzystał Cezar, żeby przekonać swoich żołnierzy do akceptacji dokonania przewrotu wojskowego w Rzymie. Przekraczając granicę Italii na rzece Rubikon, wypowiedział słynne słowa alea iacta est – „kości zostały rzucone”. Pokonanie tej granicy na czele wojska było już jawnym przeciwstawieniem się legalnej władzy Senatu, od którego nie było już odwrotu. Rozpoczęła się trwająca kilka lat wojna domowa (bellum civile). Pierwszym posunięciem Cezara było zajęcie Ariminum. W Rzymie zapanowała panika – wszyscy pamiętali rzezie za czasów Gajusza Mariusza i panowało przekonanie, że teraz też tak będzie. Sam Cezar nie napotykał oporu na swojej drodze – bez trudu zdobył miasto Korfinium, a broniącego go Domicjusza Ahenobarbusa puścił wolno, dając mu nawet wojskową kasę. Cezar oficjalnie głosił, że w imieniu ludu rzymskiego broni Republiki i urzędu trybunów ludowych przed zmową rodów senatorskich. Zupełnie zaskoczony obrotem spraw Pompejusz wraz z popierającymi go senatorami opuścił Italię, a Cezar wkroczył do Rzymu. Natychmiast otworzył skarbiec i uzyskał pieniądze potrzebne na dalszą kampanię wojenną. Udał się do Hiszpanii, aby rozprawić się ze stronnikami Pompejusza, którzy mogli zagrażać jego dalszym działaniom na Wschodzie.
Na drodze Cezara stanęło miasto Massalia, które nie chciało opowiedzieć się po jego stronie. Początkowo brał udział w oblężeniu, jednak po pewnym czasie ruszył na czele niewielkiego oddziału do Hiszpanii. Pokonał tam, nie bez trudów, armię Afraniusza i Petrejusza, pokonanych jednak nie ukarał – kazał tylko rozwiązać ich armię. W sierpniu i wrześniu 49 roku p.n.e. Cezar zajął bez walki Hiszpanię Dalszą oraz zdobytą w drodze powrotnej do Rzymu Massalię.
Po powrocie do Rzymu, w grudniu 49 roku p.n.e. został obwołany przez zastraszony i zdekompletowany senat dyktatorem. Pozwolił na powrót do ojczyzny osobom wygnanym jeszcze za czasów Sulli, uwolnił ludzi z długów, przywrócił prawa do urzędów. Funkcję dyktatora sprawował tylko 11 dni, zapewniając sobie wybór na konsula w następnym roku.

### W ślad za Pompejuszem

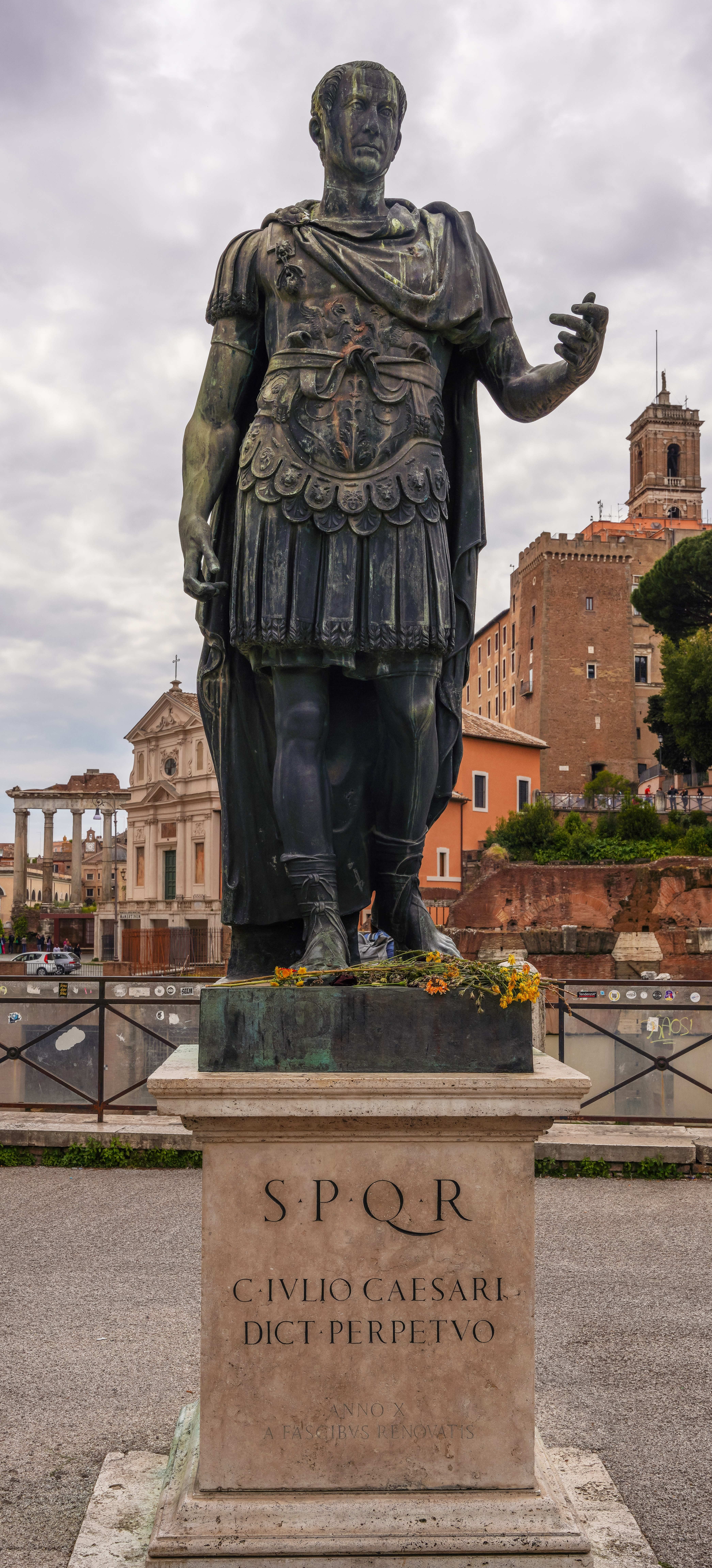
Pomnik Juliusza Cezara w Rzymie

Cezar wiedząc, że nie ma przewagi na morzu, postanowił zaskoczyć przebywającego w Grecji, od czasu przejęcia przez niego władzy w Rzymie, Pompejusza. Zebrał szybko siedem legionów i bez specjalnie dużej eskorty okrętów wojennych przeprawił się na tereny dzisiejszej Albanii. Od stycznia do lipca 48 roku p.n.e. trwały podchody i prowokacje ze strony Cezara, który znajdował się w gorszym położeniu, będąc odciętym od wszelkiego zaopatrzenia. Po przybyciu długo oczekiwanych posiłków dowodzonych przez Marka Antoniusza Cezar postanowił spróbować pobić Pompejusza. Doszło do bitwy pod Dyrrachium, w której armia Pompejusza pobiła armię Cezara, jego samego narażając na wielkie niebezpieczeństwo. Tylko błąd Pompejusza uratował Cezara przed ostateczną katastrofą. Wszystkich pojmanych jeńców Labienus, stronnik Pompejusza, stracił. Wstrząsnęło to mocno opinią o stronnictwie Pompejusza (Cezar zachowywał się w tym okresie bardzo rycersko w stosunku do pokonanych nieprzyjaciół), zwłaszcza że niejednokrotnie zdarzało się, iż na polu bitwy przeciw sobie stawali bliscy krewni. Wobec ogromnych strat i trudności zaopatrzeniowych Cezar postanowił wycofać się na wschód, w kierunku nadchodzącej armii Kwintusa Metellusa Scypiona, mającej wzmocnić siły Pompejusza, który rozbił obóz nad rzeką Enipeus koło Farsalos.
Tam też 9 sierpnia 48 roku p.n.e. doszło do decydującej bitwy. Przeciwko 22 000 żołnierzy Cezara w 80 kohortach stanęło 45 000 ludzi Pompejusza (110 kohort). Cezar dzięki swej taktyce, szczęściu i błędom Pompejusza zdołał jednak pokonać przeważające siły wroga i zdobyć obóz Pompejusza. Po bitwie Cezar wszystkim jeńcom, którzy zobowiązali się do niestawania przeciw niemu ponownie, darował wolność, a wyższym oficerom także prawo zachowania majątku. Cezar w ten sposób chciał uniknąć porównywania do mordów Sulli czy też niezbyt godnych chwały poczynań Gajusza Mariusza. Stosował też całkiem świadomie bardzo skuteczną taktykę „kto nie jest przeciw mnie, jest ze mną”, podczas gdy druga strona stosowała zasadę „kto nie jest ze mną, jest przeciw mnie”. Od osób puszczanych wolno żądał tylko przyrzeczenia nieprzyłączania się do Pompejusza i jednocześnie hojnie obdarowywał wszystkich, którzy zdecydowali się zmienić front. Strategia ta spowodowała, że większość senatorów przeniosła się w końcu do obozu Cezara i Pompejusz nie mógł już głosić, że jest obrońcą Republiki i Senatu.
Pompejusz zbiegł do Egiptu, gdzie został podstępnie zamordowany z rozkazu 14-letniego króla Ptolemeusza XIII, który obawiał się o jego wpływ na politykę egipską i konflikt z Rzymem (inna rzecz, że król był sterowany przez grono swoich najbliższych doradców). Gdy Cezar wylądował w Aleksandrii, dostał głowę zabitego Pompejusza. Legenda mówi, że widząc pokonanego wroga, Cezar nie okazał radości – a wręcz przeciwnie, zapłakał i na czole Pompejusza złożył pocałunek. W Egipcie toczyła się wtedy wojna domowa pomiędzy dziedzicami tronu, nieletnim Ptolemeuszem XIII i jego starszą siostrą Kleopatrą wygnaną z Aleksandrii. Cezar sprzymierzył się z Kleopatrą, która została jego kochanką i urodziła mu jego jedynego biologicznego syna – Ptolemeusza Cezariona. Było to dość niebezpieczne, bowiem przez dłuższy czas Cezar pozostawał jedynie „gościem” w pałacach w Aleksandrii, otoczonym przez podburzany tłum. Przy pomocy Cezara Kleopatra uzyskała niepodzielnie egipską koronę po krótkiej wojnie aleksandryjskiej, zakończonej w roku 47 p.n.e.

### Walka o umocnienie władzy
W drodze powrotnej do Rzymu, w 47 roku p.n.e., Cezar pokonał w bitwie pod Zelą buntującego się króla Pontu w Azji Mniejszej, Farnakesa II, a po zwycięstwie, kończąc wyprawę wojenną, przesłał do Senatu meldunek ze słowami: veni, vidi, vici („przybyłem, zobaczyłem, zwyciężyłem”). List z takimi właśnie słowami dostarczono senatorowi Amincjuszowi.
Następnie rozprawił się z resztkami pompejańczyków w Afryce pod wodzą Katona i Scypiona w bitwie pod Tapsus 6 kwietnia 46 p.n.e.

## Reformy i jedynowładztwo Cezara

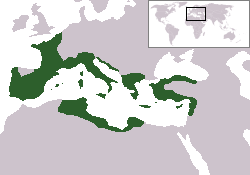
Imperium Rzymskie pod koniec panowania Cezara

Po zwycięstwie nad Pompejuszem Cezar mógł wreszcie sobie pozwolić na poczwórny triumf w samym Rzymie latem 46 roku p.n.e. Była to ogromna uroczystość opiewająca jego zwycięstwa w Galii, Egipcie, Poncie i Afryce. Odbyły się kilkudniowe igrzyska, zabawy i turnieje, sam Cezar, żeby zyskać przychylność ludu, hojnie obdarzał wszystkich łupami wojennymi.
Korzystając z tego, że nikt nie mógł już skutecznie zagrozić jego władzy, przeprowadził liczne reformy mające podnieść państwo z anarchii i wieloletnich wojen. Obejmowały one również prowincje rzymskie, przyczyniając się do integracji Imperium. Zapoczątkował m.in. romanizację prowincji zewnętrznych poprzez wielkie akcje przesiedleńcze z terenów Italii weteranów wojen i plebsu rzymskiego, głównie do Galii, Azji Mniejszej i Afryki. W roku 46 p.n.e., jako pontifex maximus, przeprowadził przy pomocy aleksandryjskiego astronoma Sosygenesa reformę kalendarza, tworząc kalendarz juliański.
Za jego panowania powstały w Rzymie po raz pierwszy: świątynia marmurowa, łuk triumfalny i budowle kopułowe. Dokończono reformę rolną, zakazano piastowania urzędu namiestnika prowincji dłużej niż dwa lata, rozwiązano stowarzyszenia, które mogły się przyczyniać do spisków. Cezar w praktyce stał się jedynowładcą Rzymu. Senat stał się instytucją fasadową. Jego skład został powiększony do liczby 900 senatorów, poprzez edykt Cezara podnoszący kilkaset rodów ekwickich do statusu nobilitas. Dzięki temu w Senacie zdecydowaną i stałą przewagę uzyskali zwolennicy Cezara, choć stare rody senatorskie nadal próbowały mu się przeciwstawiać. W odróżnieniu od Sulli Cezar nie mordował ani nie skazywał na banicję swoich przeciwników, głosząc zasadę clementia (łagodność rządów). Nie mścił się na swych dawnych przeciwnikach politycznych, cofając nawet konfiskaty majątków.

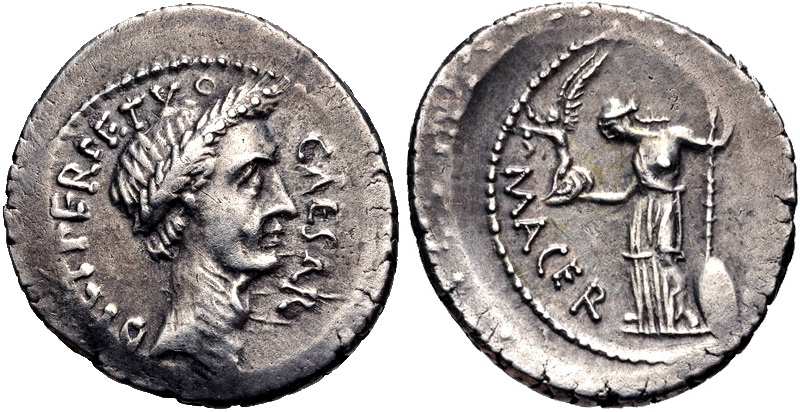
Denar z podobizną Cezara jako dyktatora (DICT[ator] PERPETVO) i wyobrażeniem Venus Victrix (44 p.n.e.)

Mimo to został szybko znienawidzony przez starą arystokrację za okazywanie niemal całkowitej pogardy dla starych instytucji republikańskich. Choć formalnie starał się zachowywać pozory legalności swojej władzy, jego faktyczne decyzje prowadziły do niemal zupełnego rozkładu dawnego systemu rządów. Przykładem takiego podejścia było nadawanie sobie i związanym z sobą ludziom najważniejszych stanowisk w państwie. W roku 49 p.n.e. przyjął dyktaturę, którą złożył po wyborze na konsula, w roku 48 p.n.e. ponownie „dał się wybrać” na dyktatora, a w 47 p.n.e., gdy powrócił do Rzymu, a jego władza dyktatorska formalnie ustała, zezwolił na wybór konsulów w normalnym trybie. W roku 46 p.n.e. zerwał jednak zupełnie z tą fikcją, każąc się mianować jedynym konsulem i to od razu na 5 lat. W 45 roku p.n.e. konsulat Cezara został przedłużony do 10 lat.
Po załatwieniu spraw w Rzymie Cezar rozgromił ostatecznie stronników nieżyjącego już Pompejusza. W listopadzie 46 roku p.n.e. Cezar, już jako konsul, wyruszył do Hiszpanii, żeby ostatecznie rozprawić się ze swymi przeciwnikami – synami Pompejusza – Sekstusem Pompejuszem i Gnejuszem Pompejuszem. Do walki doszło 17 marca 45 roku p.n.e. pod Mundą, w której armia Cezara zwyciężyła pomimo przewagi wroga. Na placu boju legli jeden z synów Pompejusza, Gnejusz oraz Labienus, wódz wojsk Pompejusza.
Po bitwie pod Mundą nikt już nie był w stanie zagrozić jedynowładztwu Cezara. 14 lutego 44 p.n.e. Senat obwołał Cezara dyktatorem wieczystym (dictator in perpetuum) najwyższym kapłanem, imperatorem i „ojcem ojczyzny”. Podczas igrzysk Antoniusz próbował wręczyć mu koronę, ale ten jej nie przyjął widząc dezaprobatę licznie zebranego tłumu, ponadto Cezar nadal starał się zachowywać pozory republikańskiej legalności.

## Zabójstwo Cezara

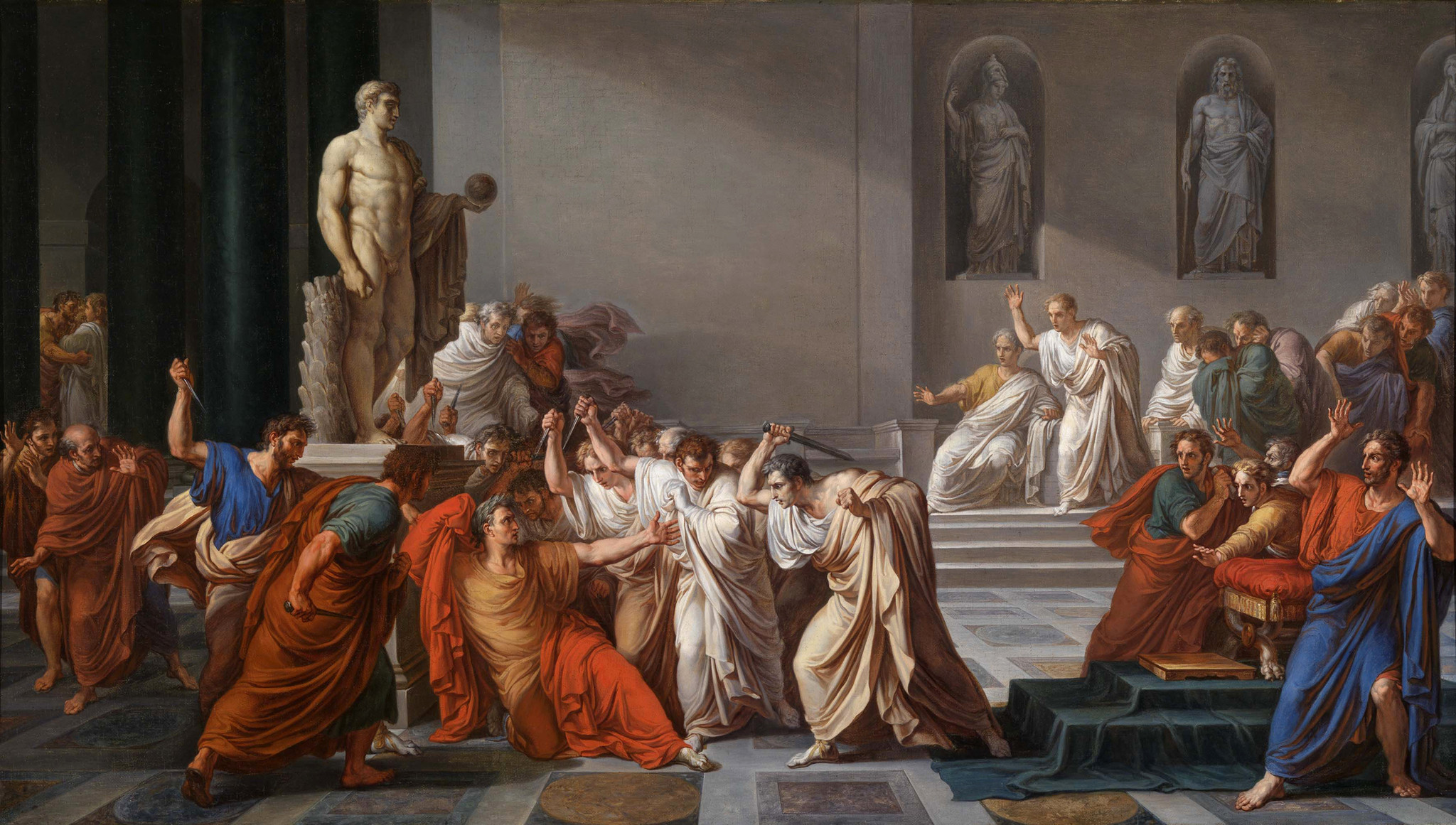
Zabójstwo Cezara (mal. Vincenzo Camuccini, 1805)

Na czele opozycji wobec Cezara stanął Gajusz Kasjusz Longinus i Marek Juniusz Brutus. Longinus był związany wcześniej z obozem Pompejusza, po klęsce pod Farsalos poddał się Cezarowi, jednak nadal głośno wyrażał wobec niego swoją niechęć. Odmiennie Brutus – był przyjacielem dyktatora, ale z upływem czasu zaczął go nienawidzić, choć właśnie, z łaski Cezara, został pretorem.
Cezara ostrzegano przed możliwością zamachu na jego życie. Jednak on zawsze podchodził do tego z dystansem, twierdząc, że żyłby cały czas w obawie, gdyby ciągle otaczała go straż przyboczna. Był przy tym pewny, że nikt nie odważy się na dokonanie zamachu, gdyż wywoła to kolejną wojnę domową. Na domiar planował wyprawę na Wschód, która miała się rozpocząć 18 marca 44 roku p.n.e. 15 marca 44 roku p.n.e., w dniu idów marcowych, Cezar omal nie pokrzyżował planów skrytobójców. Żona błagała go, aby pozostał w domu, bowiem tej nocy męczyły ją krwawe koszmary. Cezar niepewnie, ale chciał się przychylić do jej próśb, jednak wizytujący jego dom wysłannicy zamachowców przekonali go do wyjścia na obrady senatu.
Przybywszy do portyku teatru Pompejusza, sali przeznaczonej na zebrania senatu, Cezar zajął miejsce w swym krześle kurulnym. Wówczas podszedł doń Tiliusz Cymber, prosząc o łaskę dla wygnanego brata, a za nim zaczęli podchodzić inni spiskowcy. Cezar rozdrażniony tą natarczywością, próbował wstać, ale wtedy Cymber ściągnął mu togę, co miało być umówionym znakiem ataku dla wszystkich.
Pierwszy cios zadał Publiusz Serwiliusz Kaska, jednak uderzenie było za słabe. Cezar odpłacił się mu ugodzeniem rylca w ramię, jednak wtedy posypały się na niego (wedle tradycji) 23 ciosy zadane sztyletami. Ostatni cios, zadany ręką Brutusa, którego Cezar uważał za przyjaciela, okazał się śmiertelny po którym padł, zakryty własną togą, u stóp posągu Pompejusza, swego dawnego stronnika i wroga.
Skrytobójcy, którzy nie mieli żadnych planów, rozbiegli się. Zaskoczony i zdezorientowany lud pobudziła wzruszająca i porywająca pogrzebowa mowa Marka Antoniusza i obróciła Rzym przeciwko zamachowcom. Wydano nakaz ścigania ich. W ciągu kilku lat wszyscy z nich ponieśli śmierć, w bitwie lub z własnej ręki. Żaden z wykonawców zamachu nie zmarł z przyczyn naturalnych. Longinus i Brutus popełnili samobójstwo w roku 42 p.n.e.
Cezar nie zdążył więc wypełnić planów podboju Daków i Partów. W swym testamencie Cezar ustanowił swoim spadkobiercą Gajusza Oktawiusza, późniejszego cesarza Oktawiana Augusta, wnuka swej siostry, Julii.

## Żony, kochanki i dzieci Cezara
Żony

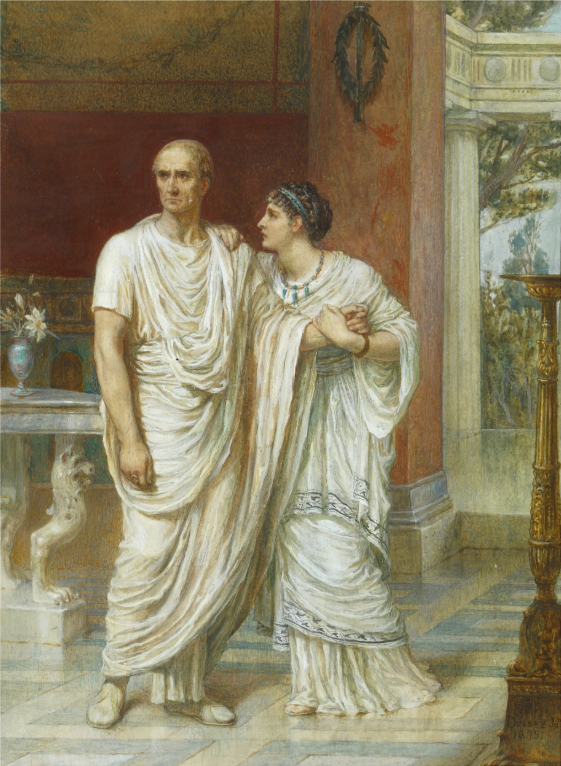
Cezar i Kalpurnia (mal. Frank B. Dicksee, 1875)

- Kornelia – pierwsza żona, matka dziecka Cezara – Julii, czwartej żony Pompejusza, córka konsula Cynny ze stronnictwa popularów. Małżeństwo to było wynikiem porozumienia rodów kierujących stronnictwem popularów, w zamierzeniu mając stać się ostoją ich porozumienia. Odmowa Cezara wobec nakazu rozwodu wydanego przez ówczesnego dyktatora Sullę ze stronnictwa optymatów doprowadziła do pozbawienia Cezara posagu Kornelii i funkcji flamen Dialis oraz konieczności ucieczki Cezara w Góry Sabińskie. Zmarła w roku 69 p.n.e.
- Pompeja – druga żona w latach 67–61 p.n.e., wnuczka Sulli. Małżeństwo zawarte zostało głównie z pobudek politycznych; rozwód nastąpił z powodu afery w domu Cezara (Afery z misteriami Dobrej Bogini), związanej z domniemanym kochankiem Pompei – Klodiuszem.
- Kalpurnia – trzecia żona[28].

Kochanki
- Serwillia – kochanka, według niektórych źródeł jej syn – Marek Juniusz Brutus miał być synem Cezara
- Kleopatra VII – kochanka, urodziła Cezarowi syna – Cezariona
- Nikomedes IV – niepotwierdzony (lecz powszechnie znany ze wzmianki u Swetoniusza, jeszcze za czasów Cezara, na zasadzie „tajemnicy Poliszynela”) związek homoseksualny[62].

Dzieci Cezara
- Julia – z Kornelią Cynnillą
- Cezarion (zamordowany potem przez Oktawiana) – z Kleopatrą
- Oktawian August – adoptowany przez Cezara[63].

## Dorobek literacki

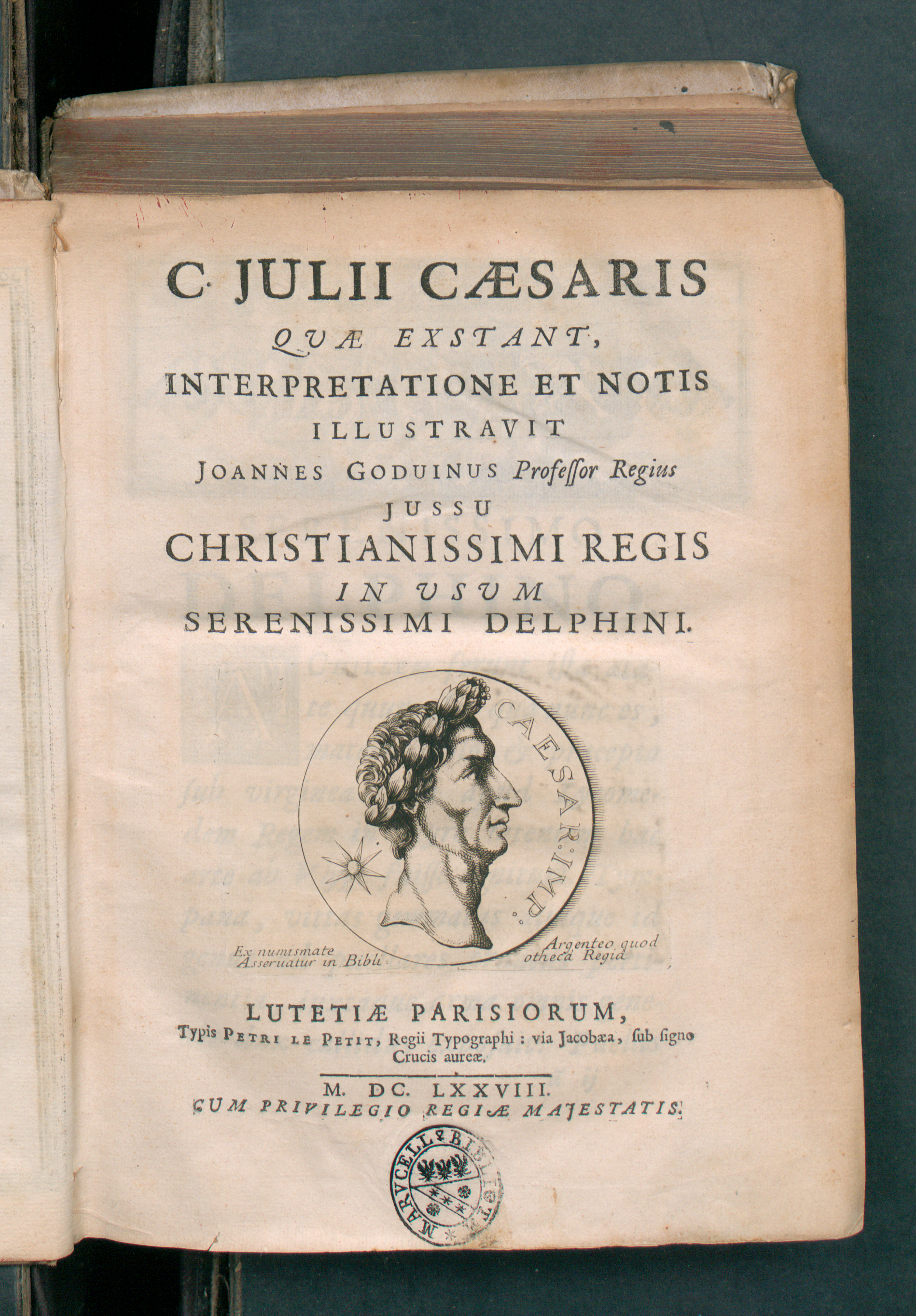
C. Iulii Caesaris quae extant, 1678

### Corpus Caesarianum
Oprócz mów, poezji i dramatów niezachowanych do naszych czasów, Cezar napisał dwie sławne monografie historyczne, które wchodzą do tzw. Corpus Caesarianum (wyd. w j. polskim: Corpus Caesarianum, tłum. i oprac. E. Konik, W. Nowosielska, Wrocław 2006):
- O wojnie galijskiej (Commentarii rerum gestarum belli Gallici albo inaczej De bello Gallico). Cezar napisał siedem ksiąg tego dzieła, ma ono jednak ich osiem. Autorem ósmej jest Aulus Hircjusz.
- O wojnie domowej (Commentarii rerum gestarum belli civilis) – ta monografia nie jest dokończona, pracę nad nią przerwała Cezarowi śmierć (wcześniejsze wydanie w j. polskim: Cezar, O wojnie domowej, tłum. J. Parandowski, Warszawa 1951).

Dyskusyjne jest autorstwo Cezara w stosunku do dawniej przypisywanych mu pozostałych dzieł, składających się na tamten zbiór:
- O wojnie aleksandryjskiej (De Bello Alexandrino) – opisujące wojnę aleksandryjską,
- O wojnie afrykańskiej (De Bello Africo) – opisujące kampanię w północnej Afryce,
- O wojnie hiszpańskiej (De Bello Hispaniensis) – opisujące walki w Hiszpanii.

### Dzieła zaginione
Był także autorem pisma z dziedziny gramatyki De analogia, dedykowanego Cyceronowi, oraz pamfletów przeciwko Katonowi zatytułowanych Anticatones. Te dwie pozycje nie zachowały się do naszych czasów.

## Urzędy sprawowane przez Cezara i jego tytuły honorowe
- 84–82 p.n.e. – flamen Dialis
- 81 p.n.e. – corona civica
- 73 p.n.e. – kolegium pontyfików
- 68 p.n.e. – kwestor Hiszpanii Dalszej
- 66 p.n.e. – kurator Via Appia
- 65 p.n.e. – edyl kurulny
- 63 p.n.e. – pontifex maximus
- 62 p.n.e. – pretor
- 61 p.n.e. – namiestnik Hiszpanii Dalszej
- 59 p.n.e. – konsul
- 58 p.n.e. – namiestnik Galii
- 49 p.n.e. – dyktator
- 48 p.n.e. – konsul
- 46 p.n.e. – dyktator na 10 lat, konsul
- 45 p.n.e. – „konsul bez kolegi”
- 44 p.n.e. – konsul, pater patriae (ojciec ojczyzny), dyktator dożywotni, odmowa przyjęcia tytułu króla
- 42 p.n.e. – uchwałą senatu i ludu zaliczony w poczet bogów jako „Divus Iulius” – Boski Juliusz

## Juliusz Cezar w filmie
Najbardziej znanym odtwórcą roli Juliusza Cezara w kinematografii jest Rex Harrison, który wystąpił w filmie Kleopatra (1963) w reżyserii Josepha L. Mankiewicza. Aktor ten zdobył nominację do Oscara.